# Галасник білочеревий
Галасник білочеревий (Corythaixoides leucogaster) — вид птахів родини туракових (Musophagidae).

## Поширення
Вид поширений в Східній Африці. Трапляється в Сомалі, Ефіопії, Судані, Уганді, Кенії і Танзанії. Живе в акацієвих саванах та галерейних лісах.

## Опис
Великий птах, тіло разом з хвостом сягає до 52 см завдовжки. Вага птаха 170—250 г. Спина, крила, шия, горло та голова темно-сірого кольору. На голові є чубчик завдовжки до 6 см. Черево та нижня частина грудей білі. Хвіст довгий, сіро-чорний з білою поперечиною посередині. Дзьоб у самця чорний, у самиці зелений, а в шлюбний період стає жовтим.

## Спосіб життя
Живе на деревах. Трапляється невеликими сімейними зграями до 10 птахів. Живиться плодами, квітами, насінням, рідше комахами. Сезон розмноження, зазвичай, починається з сезоном дощів. Гніздо у вигляду невеликої платформи з гілок будує самиця серед гілок акації на висоті 3-12 м. У гнізді 2-3 блідо-синюватих яйця. Насиджують обидва партнери. Інкубація триває 4 тижні. Перший політ пташенят відбувається приблизно через 4–5 тижнів після вилуплення. Однак вони все ще залежать від батьків впродовж декількох тижнів.